# Lydia Grace Jordan
Lydia Grace Jordan, conosciuta anche come Lydia Jordan (New York, 12 giugno 1994), è un'attrice statunitense.

## Filmografia

### Cinema
- The Secret Lives of Dentists, regia di Alan Rudolph (2002)
- Gods and Generals, regia di Ronald F. Maxwell (2003)
- Ricomincio da me (The Thing About My Folks), regia di Raymond De Felitta (2005)
- Pistol Whipped - L'ultima partita (Pistol Whipped), regia di Roel Reiné (2008)
- Il dubbio (Doubt), regia di John Patrick Shanley (2008)

### Televisione
- Squadra emergenza (Third Watch) - serie TV, episodio 3x11 (2002)
- Law & Order: Criminal Intent - serie TV, episodi 1x12-3x16-5x20 (2002-2006)
- Ed - serie TV, episodio 3x17 (2003)
- Hope & Faith - serie TV, episodio 1x11 (2003)
- Detective Monk (Monk) - serie TV, episodio 3x01 (2004)
- Into the Fire, regia di Michael Phelan - film TV (2005)
- Kidnapped - serie TV, 10 episodi (2006-2007)
- Gossip Girl - serie TV, episodi 2x03-2x15 (2008-2009)
- Ugly Betty - serie TV, episodio 4x16 (2010)